# 平定县
平定县位于中华人民共和国山西省东部，是阳泉市下辖的一个县。

## 地理

### 位置
平定县地处太行山西侧，县城西北是阳泉市，东北是盂县，东边是河北省井陉县，南边是昔阳县，西边是寿阳县。县城距离阳泉市中心9公里，太原市中心127公里。

## 历史沿革
平定在战国时期属赵国，称上艾邑。
西汉時，韩信攻打赵国，曾在此驻兵，并修建城池，以榆树塞门，故名榆关城，也就是后来的上城。不久西漢将上艾邑改为上艾县，归太原郡管理，县城在今日县城南边的张庄镇新城村。
曹魏黄初元年（公元220年），归乐平郡管理。
北魏建国元年（公元386年），因胡语谐音更名为石艾县。
北魏太平真君九年（公元448年），改名为上艾县。
唐朝天宝元年（公元742年），改名为广阳县，县城迁至现在昔阳县的广阳村。
北宋太平兴国二年（公元977年），宋太宗赵光义在广阳建立了平定军，归镇州（现在的河北正定）管理。太平兴国四年（公元979年），宋太宗把广阳县改为平定县，并把县城从40公里外的广阳城迁至榆关城，也就是现在平定县的上城。并在上城外侧新建城池，成为下城。
金大定二年（公元1162年），平定县升为平定州，管辖平定、乐平（今昔阳）两县。
元至元二年（公元1265年），平定县、乐平县并入平定州。
清雍正二年（公元1724年），把平定州升为直隶州，管辖盂县，寿阳县，乐平县。
1912年，辛亥革命后，把平定州改为平定县。
1949年，平定县归晋中地区管理。1983年，平定县划归阳泉市。

## 人口
根據第七次人口普查數據，截至2020年11月1日零時，平定縣常住人口為306228人。

## 文化

### 方言
平定县方言属于晋语并州片下的阳泉片（也称平辽小片）。共有声母25个，韵母39个，声调5个：阴平、阳平、上声、去声、入声。和太原话的主要区别是入声不分阴阳，而太原话则有阴入和阳入之分。

## 名胜古迹
- 全国重点文物保护单位4项：冠山天宁寺双塔、冠山书院、开河寺石窟、平定马齿岩寺
- 山西省文物保护单位4项：石评梅故居、承天寨军城遗址、上董寨寿圣寺、正太铁路窄轨铁路桥及娘子关站
- 阳泉市文物保护单位：
- 平定县文物保护单位：

- 娘子关：是万里长城的著名关隘，有“天下第九关”之称，为历代兵家必争之地。现存关城为明嘉靖二十年（1542）所建。
- 天宁寺双塔：在平定县城南关土垣上。寺址高耸，双塔并峙。塔为楼阁式，平面八角形，每层收刹甚急，轮廊形制奇异。

## 行政区划
平定县下辖8个镇、2个乡：
冠山镇、冶西镇、锁簧镇、张庄镇、东回镇、柏井镇、娘子关镇、巨城镇、石门口乡和岔口乡。

## 交通
- 铁路：阳涉铁路、阳大铁路平定站
- 公路： 青银高速、 307国道、 207国道过境。

## 特产
- 平定砂货
- 黄瓜干

## 教育
- 平定一中
- 平定二中

## 名人
- （南宋）1124年冬，岳飞在平定县第二次投军。
- （元）吕思诚
- （清）张穆
- 近代文人石评梅出生在平定县小河村。